# Akrecja (prawo)
Akrecja – to przyrost obszaru państwa spowodowany działaniem siły Coriolisa. Siła ta powoduje, iż rzeki płynące na północnej półkuli podmywają brzeg prawy, a na południu - lewy, co powoduje przyrost obszaru jednego państwa, a ubytek u drugiego. Nabycie obszaru w wyniku akrecji jest traktowane jako rodzaj pierwotnego nabycia terytorium i nie wymaga od państwa żadnych działań o charakterze prawnym. 
 Zapoznaj się z zastrzeżeniami dotyczącymi pojęć prawnych w Wikipedii.